# Inhuma lopesi
Inhuma lopesi is een hooiwagen uit de familie Gonyleptidae.